# Willis Alston
Willis Alston (* 1769 bei Littleton, Halifax County, Province of North Carolina; † 10. April 1837 ebenda) war ein US-amerikanischer Politiker aus North Carolina.
Alston wurde auf der Plantage Fishing Creek bei Littleton geboren. Seine Eltern waren der Plantagenbesitzer John Alston (1740–1784) und Ann Hunt Macon (ca. 1759–1797). Nach eigenen Angaben besuchte er das Princeton College, jedoch existieren keine offiziellen Aufzeichnungen darüber. Er bewirtschaftete Plantagen, die ihm sein Vater vererbt hatte, neben Butterwort auch Gretna Green. 1790 wurde er in das Repräsentantenhaus von North Carolina gewählt, wo er zwei Jahre verblieb. Danach wurde er 1794 für eine Amtszeit in den Senat von North Carolina gewählt.
1798 wurde Alston als Föderalist ins US-Repräsentantenhaus gewählt; dabei besiegte er den Amtsvorgänger Thomas Blount und zwei andere Kandidaten. Er verblieb dort vom 4. März 1799 bis zum 3. März 1816. Zu Beginn von Jeffersons Amtszeit als US-Präsident wechselte er die Partei und schloss sich den Democratic Republicans an. Daraufhin warben die Föderalisten 1803 den früheren Gouverneur William Richardson Davie an und stellten ihn als Alstons Herausforderer auf, aber ohne Erfolg. Während seiner Zeit im Kongress hatte er den Vorsitz über das House Committee on Revisal and Unfinished Business (13. Kongress). Bei der Wahl im April 1813 besiegte er den Herausforderer Daniel Mason, den Kandidaten der kurzlebigen Peace Party, mit der kleinsten Spanne (56 % zu 44 %) bei all seinen Wiederwahlen. Alston zog sich nach Ende der Amtszeit zurück.
Danach wählte man ihn wieder in das Repräsentantenhaus von North Carolina, dem er von 1820 bis 1824 angehörte. Danach wurde er 1825 als Jackson-Demokrat in den Kongress gewählt sowie zwei weitere Male bestätigt. Er war dort vom 4. März 1825 bis zum 3. März 1831 tätig, am Ende dann als Demokrat. In dieser Zeit hatte er den Vorsitz über das Committee on Elections (21. Kongress). 1830 verzichtete er auf eine erneute Kandidatur und bewirtschaftete seine Plantage Butterwood, die auf Sklavenarbeit beruhte. Aus seinem Testament sind 90 Sklaven namentlich bekannt.
Alston war zuerst mit Pattie Moore aus Halifax County verheiratet, die Ehe blieb kinderlos. Mit seiner zweiten Frau Sarah (Sallie) Madeline Potts aus Wilmington hatte er fünf Kinder. Alston starb 1837 auf seiner Plantage „Butterwood“ in Littleton, Halifax County, wo er auch beigesetzt wurde.